# Cuauhtémoc Cárdenas

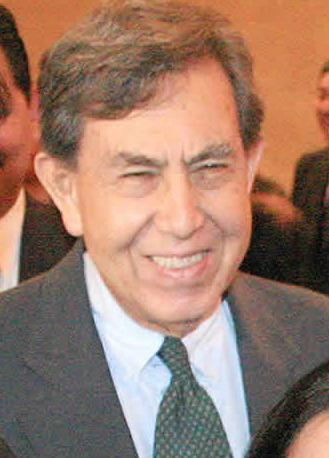
Cuauhtémoc Cárdenas
(2002)

Cuauhtémoc Lázaro Cárdenas Solórzano (Mexico-Stad, 1 mei 1934) is een prominent Mexicaanse politicus van de Partij van de Democratische Revolutie (PRD).
Cárdenas is de zoon van Lázaro Cárdenas, die president was tussen 1934 en 1940, en Amalia Solórzano.
Cuauhtémoc Cárdenas was senator in de staat Michoacán van 1974 tot 1980 en als gouverneur van dezelfde staat van 1980 tot 1986. Hij won de verkiezing in beide functies als lid van de Institutioneel Revolutionaire Partij (PRI), die destijds haast een monopoliepositie op de macht had. Cárdenas gold als een van de belangrijkste vertegenwoordigers van de linkervleugel van de PRI, een taak die hij had overgenomen van zijn vader.
Eind jaren tachtig was hij de leider van een informele groep politici binnen de PRI die de partij wilden democratiseren, en bekendstonden als Corriente Democrático (Democratische Stroom). Cárdenas verzocht het PRI-bestuur voorverkiezingen te organiseren voor de presidentsverkiezingen van 1988. Het bestuur ging hier echter niet op in en poneerde Carlos Salinas als presidentskandidaat. Cárdenas en de andere leden van Corriente Democratico verlieten hierop de partij. Cárdenas stelde zich kandidaat voor de presidentsverkiezingen voor een coalitie van kleine linkse partijen, die Nationaal Democratisch Front (FDN) werd genoemd. Cárdenas wist in korte tijd veel aanhang te vergaren, maar verloor de verkiezingen aan Salinas, zij het na grootschalige verkiezingsfraude.
Een jaar later, op 5 mei 1989, richtten Cárdenas en zijn medestanders de Partij van de Democratische Revolutie (PRD) op. Hij was de presidentskandidaat voor de PRD in de verkiezingen van 1994, waarin hij derde werd achter de PRI en de conservatieve Nationale Actiepartij (PAN), met 17% van de stemmen. Dit verlies in steun wordt vaak verklaard door het feit dat de partijen die Cárdenas in 1988 steunden dit keer allemaal een eigen kandidaat steunden en doordat Mexico zich in 1994 in een politieke crisis bevond, zodat velen liever op de vertrouwde PRI stemden dan op een nieuwe partij. Sommigen namen het hem bovendien kwalijk dat hij in 1988 niet een (gewapende) opstand had gestart tegen de regering.
In 1997 was hij de PRD-kandidaat voor de nieuwe post voor Jefe de Gobierno van het Federaal District, een positie die gezien kan worden als die van burgemeester van Mexico-Stad. Dit was de eerste keer dat de inwoners van Mexico-Stad hun burgemeester konden kiezen. Hij won die verkiezingen op 6 juli 1997 met 47,7% van de stemmen. In 1999 droeg hij die bevoegdheid over aan Rosario Robles, een van zijn partijgenoten, om aan de presidentsverkiezingen van 2000 mee te kunnen doen. Hij werd weer derde met 17%. Cárdenas overwoog zich voor een vierde keer PRD-presidentskandidaat te stellen voor de presidentsverkiezingen van 2006, maar zag daarvan af toen bleek dat Andrés Manuel López Obrador populairder was.
Tegenwoordig wordt Cárdenas gezien als de morele leider van de PRD. Hij is momenteel adviseur van zijn zoon Lázaro Cárdenas Batel, die gouverneur was van Michoacán van 2002 tot 2008. Cárdenas heeft zich verschillende keren kritisch uitgelaten over López Obrador, en is van mening dat hij diens nederlaag in de presidentsverkiezingen van 2006 moet erkennen. Dit is hem op kritiek van partijgenoten komen te staan.
In 2006 werd hij door Vicente Fox belast met het organiseren van de feestelijkheden in 2010 rond de tweehonderdste verjaardag van de onafhankelijkheidsverklaring en de honderdste verjaardag van de Mexicaanse Revolutie. Cárdenas bedankte echter voor de eer.
- Bibsys: 90626813
- Biblioteca Nacional de España: XX1297743
- Bibliothèque nationale de France: cb12198277j (data)
- Gemeinsame Normdatei: 119388014
- International Standard Name Identifier: 0000 0001 1472 8068
- Library of Congress Control Number: n86038869
- Nederlandse Thesaurus van Auteursnamen: 183035097
- Système universitaire de documentation: 030600340
- Virtual International Authority File: 54194907
- WorldCat: E39PBJv4qR33vv4PjmTwMKrKBP